# Unité urbaine de Nontron
L'unité urbaine de Nontron est une unité urbaine française centrée sur la ville de Nontron, dans le département de la Dordogne.

## Données globales
Dans le zonage réalisé par l'Insee en 1999, l'unité urbaine (l'agglomération) de Nontron est composée de deux communes de la Dordogne, dans l'arrondissement de Nontron.
En 2010, selon l'Insee, l'unité urbaine de Nontron est composée des deux mêmes communes du département de la Dordogne.
Elle représentait jusqu'en 2019 le pôle urbain de l'aire urbaine de Nontron qui s'étendait sur cinq communes. En 2020, la notion d'aire urbaine a été abandonnée et remplacée par celle d'aire d'attraction d'une ville. L'aire d'attraction de Nontron est composée de dix-neuf communes du seul département de la Dordogne.
Dans le zonage 2020 de l'Insee, l'unité urbaine reste sur le même périmètre.

### Composition
La liste ci-dessous, établie par ordre alphabétique, indique les communes appartenant à l'unité urbaine de Nontron, selon la délimitation de 2020, avec leur population municipale, issue du recensement le plus récent  :
| Nom                      | Code Insee | Statut | Superficie (km2) | Population (dernière pop. légale) | Densité (hab./km2) |
| ------------------------ | ---------- | ------ | ---------------- | --------------------------------- | ------------------ |
| Nontron                  | 24311      |        | 24,67            | 3 049 (2022)                      | 124                |
| Saint-Martial-de-Valette | 24451      |        | 15,71            | 801 (2022)                        | 51                 |

## Évolution démographique
L'évolution démographique ci-dessous concerne l'unité urbaine selon le périmètre défini en 2020.
| 1936  | 1954  | 1962  | 1968  | 1975  | 1982  | 1990  | 1999  |
| ----- | ----- | ----- | ----- | ----- | ----- | ----- | ----- |
| 3 774 | 4 073 | 4 434 | 4 598 | 4 742 | 4 597 | 4 413 | 4 290 |

| 2006  | 2011  | 2016  | 2022  | - | - | - | - |
| ----- | ----- | ----- | ----- | - | - | - | - |
| 4 306 | 4 098 | 3 876 | 3 850 | - | - | - | - |

Histogramme

(élaboration graphique par Wikipédia)